# Taraira (ort)
Taraira är en ort i Colombia.   Den ligger i departementet Vaupés, i den sydöstra delen av landet, 700 km sydost om huvudstaden Bogotá. Taraira ligger 165 meter över havet och antalet invånare är 341.
Terrängen runt Taraira är mycket platt.  Trakten runt Taraira är nära nog obefolkad, med mindre än två invånare per kvadratkilometer. I omgivningarna runt Taraira växer i huvudsak städsegrön lövskog.